# FTF

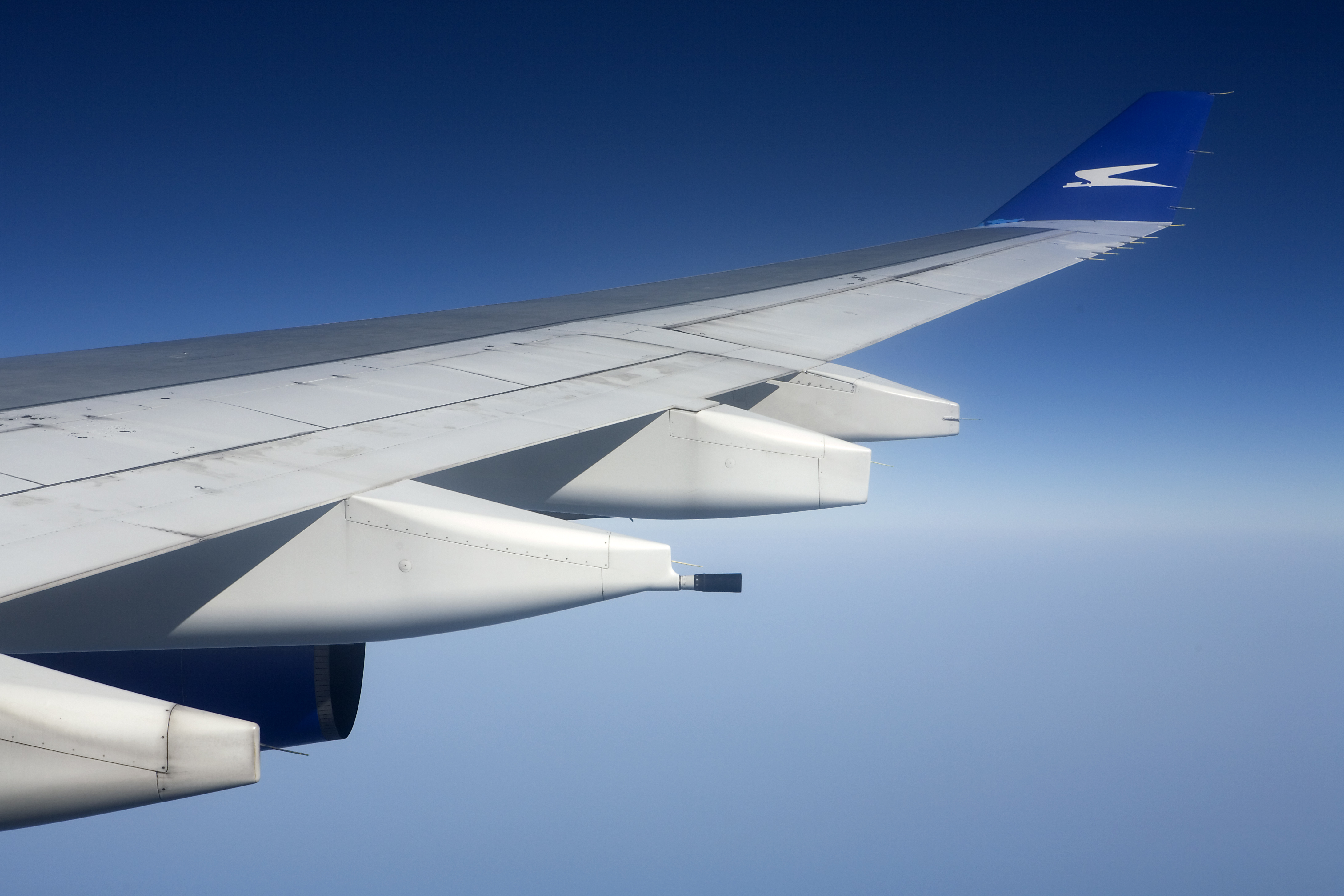
El ala de un avión a reacción durante el vuelo

Proveniente de las siglas en inglés de «Flap Track Fairing», son los carriles por donde los flaps se extienden. Debido a que los flaps usados en la aviación comercial implican un aumento de superficie alar, eso obliga a tener unos carriles por donde puedan desplazarse. Estos carriles son los llamados FTF, que deben diseñarse carenados para evitar un aumento innecesario de la resistencia.
Al diseñar un avión debe tratarse de utilizar siempre la tecnología más sencilla de flap y el número mínimo de los mismos, para evitar (entre otras cosas) muchos FTF. Los FTF pueden tener partes móviles de tal manera que los flap se apoyen al desplegarse.